# A.O. Scott
Anthony Oliver Scott, känd som A.O. Scott, född 10 juli 1966 i Northampton, Massachusetts i USA, är en amerikansk journalist och filmkritiker.
Scott utexaminerades 1988 vid Harvard College med en filosofie kandidatexamen i litteratur.  Han har recenserat filmer för The New York Times sedan år 2000. Scott är professor i filmkritik vid Wesleyan University.